# Sunnyvale (Califórnia)
Sunnyvale é uma cidade localizada no estado norte-americano da Califórnia, no Condado de Santa Clara. Foi incorporada em 24 de dezembro de 1912. Faz parte do Vale do Silício.

## Geografia
De acordo com o United States Census Bureau, a cidade tem uma área de 58,8 km², onde 56,9 km² estão cobertos por terra e 1,8 km² por água.

## Demografia
Segundo o censo nacional de 2010, a sua população é de 140 081 habitantes e sua densidade populacional é de 2 459,55 hab/km². Possui 55 791 residências, que resulta em uma densidade de 979,58 residências/km².